# Aubrey Plaza
Aubrey Plaza, née le 26 juin 1984 à Wilmington, dans le Delaware, est une actrice et productrice américaine.
Elle se fait connaître du grand public dans la série télévisée Parks and Recreation (2009-2015), et dans la seconde saison de la série The White Lotus (2022) qui lui vaut une nomination au Golden Globe de la meilleure actrice dans un second rôle dans une mini-série, une anthologie ou un téléfilm.
En 2024, elle est l'une des têtes d'affiche de la fresque dystopique Megalopolis de Francis Ford Coppola, présentée au 77e Festival de Cannes.

## Biographie
Aubrey Plaza est née à Wilmington, dans le Delaware. Elle est d'origine portoricaine par son père et irlandaise et anglaise par sa mère.

### Percée télévisuelle et cinéma indépendant (2009-2015)

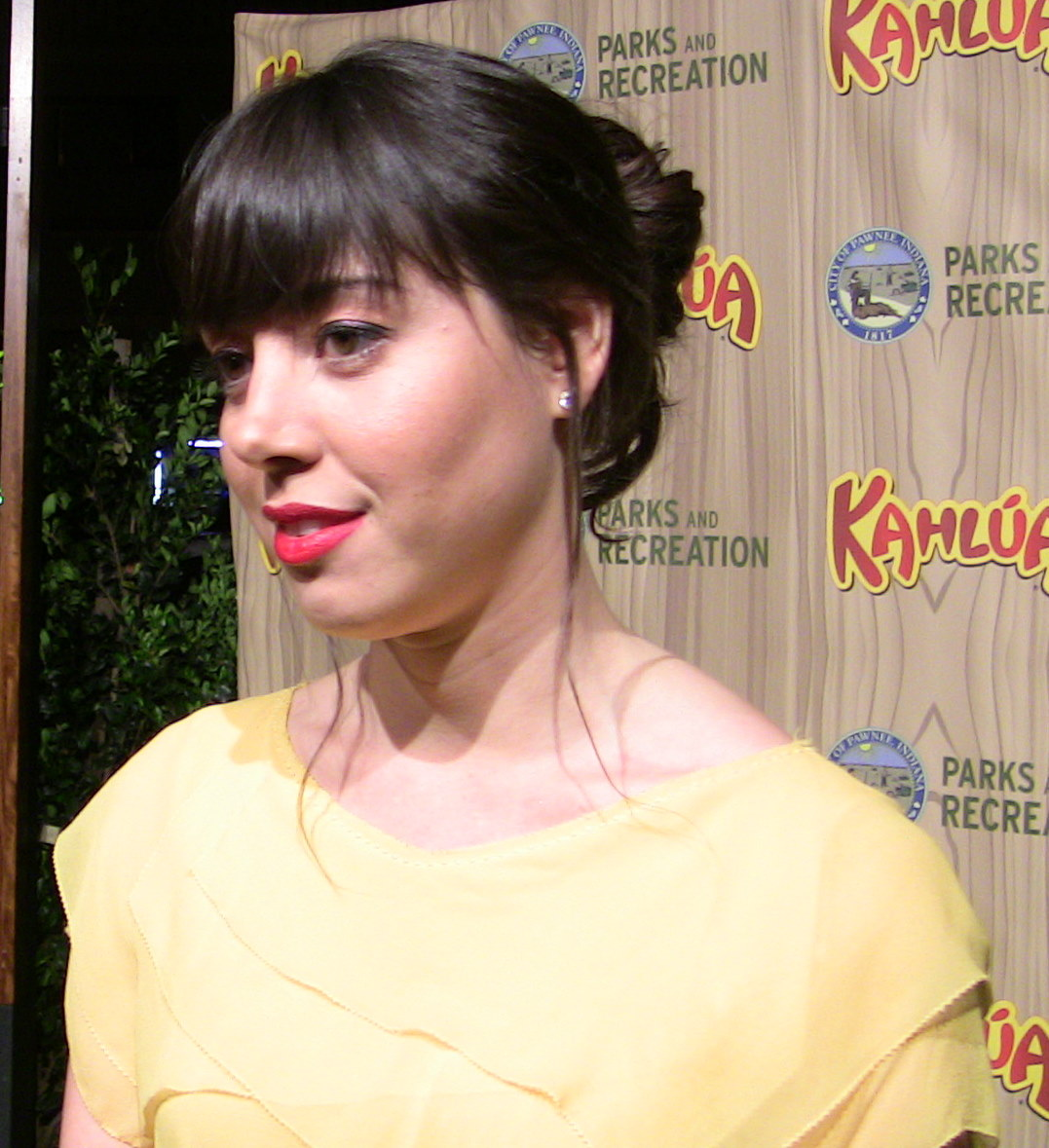
L'actrice à la soirée de la première de Parks and Recreation en avril 2009.

À la télévision, elle obtient pour la première fois un rôle important, celui d'April Ludgate dans la série Parks and Recreation, lancée en 2009.
L'actrice commence à décrocher des seconds rôles au cinéma : dans les comédies Funny People (2009), aux côtés d'Adam Sandler et Seth Rogen, qui se passe dans le monde du stand-up, puis incarne Julie Powers dans Scott Pilgrim (2010).
Puis elle joue dans des comédies indépendantes telles que Damsels in Distress (2011), avec Greta Gerwig, 10 ans déjà ! (2012), Dans la tête de Charles Swan III (2013), le thriller Charlie Countryman (2013). Elle tient aussi le premier rôle féminin du film de science-fiction indépendant Safety Not Guaranteed, un succès critique surprise.
L'actrice est alors interprète principale de plusieurs films indépendants : la comédie romantique The Sex List (2013), la comédie fantastique horrifique Life After Beth (2014) et le drame Ned Rifle (2014).
Lorsque Parks and Recreation se termine en 2015 au bout de sept saisons, l'actrice se concentre dans un premier temps sur le cinéma indépendant : elle tient des seconds rôles dans la comédie romantique Comment séduire une amie (2015), portée par Chris Evans et Michelle Monaghan, puis dans le thriller Destins croisés (2015), porté par Anton Yelchin et Zooey Deschanel et enfin la comédie Joshy (2016), avec Thomas Middleditch et Adam Pally.

### Diversification (depuis 2015)
L'actrice revient vers la télévision pour s'aventurer sur un terrain plus dramatique : elle apparaît dans la comédie Welcome to Sweden (2015) et la série policière Esprits criminels (2016). Puis elle finit par rejoindre le casting d'une nouvelle série fantastique, acclamée par la critique, Legion, dont la première saison est diffusée en 2017.

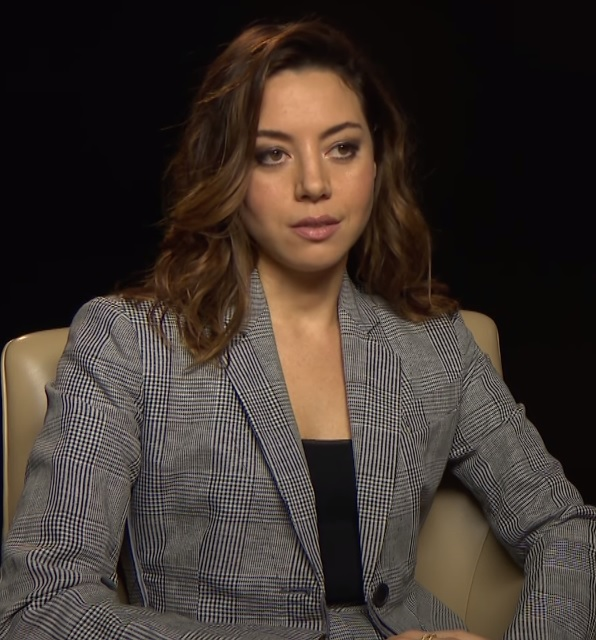
Aubrey Plaza en 2017.

L'actrice renoue alors avec des rôles comiques au cinéma : dans les comédies potaches Dirty Papy et Hors contrôle (2016), puis elle partage l'affiche de la comédie dramatique Instalife (2017) avec Elizabeth Olsen et fait partie du casting de la satire Les Bonnes Sœurs (2017), avec Alison Brie.

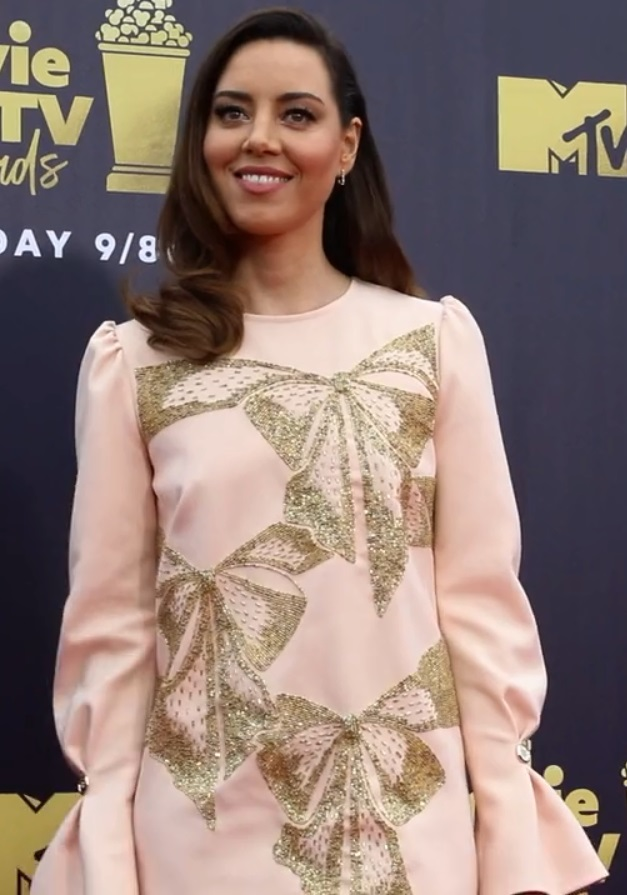
L'actrice aux MTV Awards 2018.

L'année 2018 est marquée par la sortie de la comédie noire Une soirée avec Beverly Luff puis par une apparition dans la publicité H&M,.
En 2019, elle porte le film d'horreur Child's Play, redémarrage de la franchise horrifique homonyme et fait ses adieux à Legion, qui se conclut au bout de trois saisons,.
En 2021, elle prête sa voix dans la série audio Calls, adaptation américaine de la série française homonyme.
En 2024, elle joue le rôle de Wow Platinium dans le film Megalopolis de Francis Ford Coppola.

### Vie privée
Elle a eu une relation avec l'acteur John Gallagher, Jr., lorsqu'ils avaient tous les deux 15 ans. En 2016, l'actrice révèle avoir fréquenté l'acteur Michael Cera, de mars 2009 à septembre 2010.
De 2011 à 2024, elle partage la vie du scénariste et réalisateur Jeff Baena, qui décède en mettant fin à ses jours le 3 janvier 2025.
En 2016, Aubrey Plaza a fait son coming out en tant que bisexuelle.

## Filmographie

### Cinéma
- 2006 : Killswitch (court métrage), de Dan Przygoda : la fille avec une grosse tête
- 2006 : In Love (court métrage), de Jason Klein : Julie
- 2009 : Mystery Team, de Dan Eckman : Kelly
- 2009 : Funny People, de Judd Apatow : Daisy Danby
- 2010 : Pete Carroll's Trip to Seattle Delayed (vidéo), de Jake Szymanski : la fille de Rob
- 2010 : Scott Pilgrim (Scott Pilgrim vs. the World) d'Edgar Wright : Julie Powers
- 2012 : Damsels in Distress, de Whit Stillman : Debbie
- 2012 : Someday This Pain Will Be Useful to You de Roberto Faenza : Jeanine Breemer
- 2012 : 10 ans déjà ! (Ten Years) de Jamie Linden : Olivia Liamsworth
- 2012 : Safety Not Guaranteed de Colin Trevorrow : Darius
- 2013 : Charlie Countryman (The Necessary Death of Charlie Countryman) de Fredrik Bond : l'ex petite-amie de Charlie Countryman
- 2013 : Dans la tête de Charles Swan III (A Glimpse Inside the Mind of Charles Swan III) de Roman Coppola : Marnie
- 2013 : The Sex List (The To-Do List) : Brandy Clark
- 2014 : Life After Beth : Beth Slocum
- 2014 : About Alex (en) : Sarah
- 2014 : Ned Rifle : Susan
- 2014 : Comment séduire une amie : Mallory
- 2014 : Joyeux Noël Grumpy Cat ! (Grumpy Cat's Worst Christmas Ever) : Grumpy cat (voix)
- 2015 : Destins croisés : Jean
- 2015 : Addicted to Fresno : Kelly
- 2016 : Dirty Papy (Dirty Grandpa) : Lenore
- 2016 : Hors contrôle (Mike and Dave Need Wedding Dates) : Tatiana
- 2017 : Instalife (Ingrid Goes West) de Matt Spicer : Ingrid Thorburn
- 2017 : Les Bonnes Sœurs (The Little Hours) de Jeff Baena : Fernanda
- 2018 : Une soirée avec Beverly Luff (An Evening with Beverly Luff Linn) de Jim Hosking : Lulu Danger
- 2019 : Child's Play : La Poupée du mal (Child's Play) de Lars Klevberg : Karen Barclay
- 2020 : Ma belle-famille, Noël et moi (Happiest Season) de Clea DuVall : Riley Bennett
- 2020 : Black Bear de Lawrence Michael Levine : Allison
- 2021 : Best Sellers de Lina Roessler : Lucy Stanbridge
- 2021 : King Knight de Richard Bates Jr : Pine Cone
- 2022 : Emily the Criminal de John Patton Ford : Emily Benetto
- 2022 : Spin Me Round de Jeff Baena : Kat
- 2023 : Opération Fortune : Ruse de guerre de Guy Ritchie : Sarah Fidel
- 2024 : Megalopolis de Francis Ford Coppola : Wow Platinium
- 2024 : Mon futur moi (My Old Ass) de Megan Park : Elliott
- 2025 : Honey Don't! d'Ethan Coen

### Télévision
- 2006 : 30 Rock : Page (saison 1, épisode 7)
- 2007 : The Jeannie Tate Show :Tina Tate
- 2008 : Mayne Street : Robin Gibney (6 épisodes, 2008-2009)
- 2009 - 2015 : Parks and Recreation : April Ludgate
- 2013 - 2014 : La Légende de Korra : Eska (voix originale)
- 2014 - 2015 : Welcome to Sweden : Elle-même
- 2016 : Esprits criminels, saison 11, épisode 11, saison 12, épisodes 21 - 22, saison 15, épisode 6 : Cat Adams
- 2017 - 2019 : Legion : Lenny Busker / Amahl Farouk / Shadow King (27 épisodes)
- 2019 : 34th Independent Spirit Awards : Elle-même
- 2019 : Drunk History : Cleopatra épisode : Bad Blood
- 2019–2020 : Crank Yankers : Bernadette (voix originale) 2 épisodes
- 2020 : 35th Independent Spirit Awards : Elle-même
- 2020 : Muppets Now : elle-même épisode : Sleep Mode
- 2020 : Sarah Cooper: Everything's Fine : Ashley
- 2021 : Cinema Toast : Karen (voix originale) épisode : Quiet Illness
- 2021 : Calls : Dr. Rachel Wheating (voix originale) 2 épisodes
- 2021 : Duncanville : Nina (voix originale) épisode : Das Banana Boot
- 2022 : The White Lotus (saison 2) : Harper Spiller
- 2022 - : Little Demon : Laura Feinberg (voix originale)
- 2023 : Saturday Night Live : elle-même, épisode : Aubrey Plaza/Sam Smith
- 2023 : Scott Pilgrim prend son envol : Julie Powers (voix originale)
- 2024 : Agatha All Along : Rio Vidal / la Mort

### Web-série
- 2011 : Troopers : La Princesse

## Distinctions
- Golden Globes 2023 : nomination au Golden Globe de la meilleure actrice dans un second rôle dans une mini-série, une anthologie ou un téléfilm pour The White Lotus
- Primetime Emmy Awards 2023 : nomination au Meilleur actrice dans un second rôle dans une série télévisée dramatique pour The White Lotus

## Voix francophones
En version française, Aubrey Plaza est dans un premier temps doublée par Julia Vaidis-Bogard dans Funny People, Cécile d'Orlando dans Scott Pilgrim et Hors contrôle, ainsi que Lily Rubens dans Damsels in Distress. Par la suite, Alice Taurand devient sa voix dans la quasi-totalité de ses apparitions, dont Parks and Recreation, Esprits criminels, Legion, Child's Play : La Poupée du mal, Best Sellers ou encore The White Lotus.
En parallèle, elle est doublée par Aurélie Fournier dans Easy, Sophie Pyronnet dans la version belge des Bonnes Sœurs, Gabrielle Jeru dans Une soirée avec Beverly Luff, Olivia Luccioni dans Dirty Papy, et Marie-Eugénie Maréchal dans Agatha All Along.
En version québécoise, Annie Girard la double dans Déjà 10 ans et Ingrid perd le nord. Elle est également doublée par Claudia-Laurie Corbeil dans Scott Pilgrim contre le monde, Bianca Gervais dans Sale grand-père, Geneviève Bastien dans Mike et Dave cherchent compagnes pour mariage. Laurence Dauphinais, qui la double une première fois dans Jeu d'enfant, la retrouve dans Operation Fortune: Ruse de guerre en 2023.